# Ramzi Binalshibh
Ramzi Binalshibh ou Ramzi bin al-Shibh (em árabe: رمزي بن الشيبة, Ramzī bin ash-Shībah; também transliterado como bin al-Shaibah) (Ghayl Bawazir, 1 de maio de 1972) é um cidadão iemenita mantido pelo governo do Estados Unidos como um "combatente inimigo" detido na Prisão de Guantánamo, na Base Naval da Baía de Guantánamo, em Cuba. Ele é acusado de ser um "facilitador chave para o 11 de setembro", em 2001, nos Estados Unidos.
Em meados dos anos 1990, bin al-Shibh foi estudar em Hamburgo, na Alemanha, onde se tornou amigo íntimo de Mohamed Atta, Ziad Jarrah e Marwan al-Shehhi. Juntos, eles formaram a Célula de Hamburgo e se tornaram os cérebros dos ataques de 11 de setembro de 2001. Ele foi o único dos quatro que não conseguiu obter um visto dos Estados Unidos; ele atuou como intermediário dos sequestradores nos Estados Unidos, enviando dinheiro e repassando informações dos principais líderes da al-Qaeda. Após os ataques, Bin al-Shibh foi o primeiro a ser publicamente identificado pelo governo norte-americano como o "20º sequestrador".
Bin al-Shibh está sob custódia dos Estados Unidos desde que foi capturado em 11 de setembro de 2002, em Karachi, no Paquistão. Ele foi detido pela CIA em black sites no Marrocos antes de ser transferido para Guantánamo em setembro de 2006. Finalmente, em 2008, foi acusado perante uma comissão militar, até o início do julgamento, em maio de 2012.